# Fiacha I Labrainne
Fiacha I Labrainne lub Fiacha I Labhrainne – legendarny zwierzchni król Irlandii z dynastii Milezjan (linia Eremona) w latach 845-821 p.n.e. Syn Smirguilla, wnuka Tigernmasa, zwierzchniego króla Irlandii. 
Według średniowiecznej irlandzkiej legendy i historycznej tradycji Fiacha doszedł do władzy przez pokonanie i zabicie poprzedniego króla, Eochaida II Faebarglasa, w bitwie pod Carman (ob. Wexford), w zemście za śmierć ojca, który był zabity przez Eochaida w bitwie pod Druim Liathain. Otrzymał przydomek od rzeki Labrainn, która wytrysnęła z gruntu za jego panowania. Fiacha walczył w bitwie pod Gathlach, w której zginął Mofebis, syn Eochaida II Faebarglasa, zwierzchniego króla Irlandii. W bitwie pod Fairrge walczył przeciwko potomkom Emera Finna. Walczył także w bitwie przeciwko Ernai, klanowi Fir Bolgów, na równinie, gdzie obecnie jest jezioro Lough Erne w hrabstwie Farmanagh. Po tym, jak bitwa była wygrana przez nich, doszło do pojawienia się jeziora. Od ich imienia oro otrzymało swą nazwę. Za panowania Fiachy doszło także do powstania trzech nowych rzek: Fleasc, Mand (Maine) oraz Labhrann, od której otrzymał przydomek „Labrainne”. W dwudziestym czwartym roku panowania Fiacha zginął w bitwie pod Belgadan (Sliab Belgatain) w Iar-Mumu z ręki Eochaida III Mumho. Ten objął po nim zwierzchnią władzę nad krajem. Fiacha miał z żoną nieznanego imienia, córką Mofebisa, syna Aengusa Olmucady, przyszłego zwierzchniego króla Irlandii. Ten za panowania ojca podbił Szkocję.